# جان اسندن
جان اسندن (انگلیسی: John Snedden؛ زادهٔ ۳ فوریهٔ ۱۹۴۲) بازیکن فوتبال اهل بریتانیا است.
از باشگاه‌هایی که در آن بازی کرده‌است می‌توان به باشگاه فوتبال آرسنال، باشگاه فوتبال چارلتون اتلتیک، باشگاه فوتبال لیتون اورینت، و باشگاه فوتبال ادینگتون اشاره کرد.